# Jurij Veklenko
Jurijus Veklenko (født 6. juli 1990 i Klaipėda), også kendt som Jurij Veklenko eller blot Jurijus, er en litauisk sanger.

## Eurovision Song Contest
Veklenko, der tidligere har performet ved Eurovision Song Contest 2015 som en af korsangere for Monika Linkytė og Vaidas Baumila i deres præstation af "This Time"; sammen med de tre andre korsangere, tog Jurijus del i et samme køn kys, som en del af den endelige præstation.
Veklenko vandt i 2019 den litauiske nationale finale med sangen "Run with the Lions", og vil repræsentere sit land i Eurovision Song Contest 2019 i Tel Aviv.